# Magic Johnson
Earvin «Magic» Johnson, Jr. (Lansing, Míchigan, 14 de agosto de 1959) es un exbaloncestista estadounidense, considerado uno de los mejores de la historia. Militó en Los Angeles Lakers de la NBA desde 1979 hasta 1991, tiempo en que publicó que había contraído el VIH, abandonando el deporte profesional para combatirlo, salvo por un breve período en 1996. Con 2,06 metros de estatura, jugaba en la posición de base.
Tras ganar en 1979 el Torneo de la NCAA con la Universidad Estatal de Míchigan, los Lakers reclutaron a Johnson en el Draft de 1979, con quienes alcanzó el título de la NBA en cinco ocasiones, jugó nueve Finales, y fue acreedor de varios premios individuales como el MVP de la Temporada, MVP de las Finales —en tres ocasiones ambos— y dos MVP del All-Star Game, en 1990 y en 1992. También disputó 12 All-Star Game, fue incluido en nueve temporadas en el mejor quinteto de la liga y una vez en el segundo quinteto, y lideró la temporada regular en asistencias cuatro veces.
Por otra parte, Johnson formó parte del Dream Team de los Juegos Olímpicos de Barcelona 1992, considerado el mejor equipo de la historia del baloncesto, con el combinado estadounidense se hizo con el oro, barriendo a sus rivales. En 1996, un grupo de miembros de medios de comunicación, exjugadores, entrenadores y mánagers generales, lo nombró como uno de los 50 mejores jugadores de la historia de la NBA y en 2002 ingresó al Basketball Hall of Fame.
En 1991, el jugador hizo público que había contraído el virus VIH, tomando la decisión de retirarse de la práctica del baloncesto inmediatamente. Con el apoyo de sus compañeros de profesión, se convirtió en el primer jugador abiertamente seropositivo en jugar en la NBA.
Desde febrero de 2017 hasta abril de 2019 fue presidente de Operaciones de Los Angeles Lakers.

## Trayectoria deportiva

### Sus inicios
Johnson creció en Míchigan, y desde pequeño le gustó jugar al baloncesto. Se levantaba temprano para ir a jugar antes del colegio, y frecuentemente iba a los sitios botando un balón. Según su madre, mostraba mucho entusiasmo en todo lo que hacía. Cuando por fin se unió al equipo de baloncesto de su instituto, logró con 15 años un triple-doble con 36 puntos, 16 rebotes y 16 asistencias. Después de esto, un periodista deportivo le denominó «Magic» por primera vez. Sufrió la pérdida de un compañero de equipo en un accidente de coche, por lo que se comprometieron a ganar el campeonato estatal como homenaje a Reggie Chastaine, el jugador fallecido, algo que lograron en la prórroga de la final. En su último año de high school el equipo logró un balance de 27 victorias y 1 única derrota, promedió 28,8 puntos y 16,8 rebotes y ganó de nuevo el título estatal.

### Universidad
Magic desarrolló su trayectoria colegial en la Universidad Estatal de Míchigan, cerca de su ciudad natal. Se unió al equipo en la temporada 1977-78, al mismo tiempo que Jay Vincent, y ese año el resultado fue muy diferente al de la temporada anterior. En 1976-77, el equipo había conseguido 12 victorias y sufrido 15 derrotas en la Big Ten Conference, mientras que al año siguiente, consiguieron ganar 13 partidos seguidos y obtuvieron el título de conferencia tras once años sin lograrlo. Además, volvieron a aparecer en el Torneo de la NCAA, luego de 19 años de ausencia, y llegaron a la final del Medio Oeste, en la que fueron derrotados por la Universidad de Kentucky. Las estadísticas de Johnson fueron 17 puntos, 7,9 rebotes y 7,4 asistencias por partido y fue nombrado Novato del Año.
Comenzaron la siguiente temporada de forma titubeante, ya que a final de enero de 1979 llevaban un balance de 4 victorias y 4 derrotas. Sin embargo, en el noveno encuentro lograron ganar en la prórroga al hasta entonces líder de la conferencia, Ohio State, y así iniciaron una racha de 10 victorias consecutivas que les afianzaron en el primer puesto de la Big Ten. En la fase final, vencieron en sus 4 primeros enfrentamientos, con una diferencia media de 23 puntos de ventaja, y así llegaron a la final de la NCAA. El rival fue la Universidad de Indiana State, invictos esa temporada, y colocados en el número 1 del ranking, en el cual jugaba el que pocos años más tarde sería su gran rival y amigo, Larry Bird. Los de Míchigan alcanzaron finalmente el campeonato con un marcador de 75-64; Johnson fue elegido esa temporada como el mejor jugador del torneo. Jugó tan solo 2 temporadas, pero fueron suficientes para que su fama creciera a nivel nacional. Promedió finalmente 17,1 puntos, 7,6 rebotes y 7,9 asistencias.

### Profesional

#### El nacimiento del «Showtime» (1979-1980)
Fue elegido como número 1 en el Draft de la NBA de 1979 por Los Angeles Lakers, los cuales habían obtenido esta posibilidad tras negociar con New Orleans Jazz y ofrecerles a la entonces estrella Gail Goodrich a cambio de la primera elección del draft. Magic ingresó a una franquicia sometida a un profundo cambio, con Jack McKinney como nuevo entrenador, Jerry Buss como nuevo propietario y varios jugadores nuevos. Sin embargo, lo que más atrajo a Johnson fue la posibilidad de jugar junto a su gran ídolo de juventud, el pívot Kareem Abdul-Jabbar, líder histórico de anotación en la NBA. Enseguida transmitió su entusiasmo en la pista, e impuso un estilo de juego de velocidad, de pases inverosímiles, de contraataques vibrantes, que pronto se conoció como el Showtime —tiempo de espectáculo—. Dada su facilidad y su altura para el rebote y la anotación, rápidamente lideró la liga en triples dobles, solamente superado a lo largo de la historia por otro gran base, Oscar Robertson. Además, su casi infantil entusiasmo se transmitió a las gradas y pronto se convirtió en un ídolo de masas.
Los porcentajes de su primera temporada, 18 puntos, 7,7 rebotes y 7,3 asistencias, fueron suficientes para ser elegido en el Mejor quinteto de rookies de la NBA y ser titular en el All-Star Game, aunque el título de Rookie del año se lo llevara su amigo Larry Bird, que ese año se unió a los Boston Celtics. Los Lakers acabaron con un balance de 60 victorias y 22 derrotas; tras el reemplazo de Paul Westhead en el banquillo a McKinney después de un grave accidente de bicicleta, alcanzaron las Finales de 1980, donde se encontraron a los Sixers del Dr. J, Julius Erving y del potente Darryl Dawkins. Los Lakers tomaron ventaja en las series 3-2, hasta que Kareem Abdul-Jabbar se lesionó en la rodilla. Su entrenador decidió entonces poner en el puesto de pívot a Magic, el cual sorprendió a todo el mundo con 42 puntos, 15 rebotes, 7 asistencias y 3 robos de balón. Ganó el sexto y definitivo partido 122-107 y fue nombrado MVP de las Finales de la NBA. Con solo 20 años, ya había conseguido distinciones individuales en high school, universidad y como profesional. Llegó a convertirse en el tercer jugador en toda la historia en ganar consecutivamente los títulos de la NCAA y la NBA, tras Bill Russell y Henry Bibby.

#### Arriba y abajo (1980-1983)
Johnson se perdió gran parte de la temporada 1980-81 a causa de una lesión en la rodilla y disputó tan solo 37 partidos en la liga regular. En los playoffs de esa temporada fueron eliminados en primera ronda por los Houston Rockets. A pesar de ello, al terminar la misma, Johnson firmó un espectacular contrato de 25 años de duración por un valor de 25 millones de dólares, cortesía del propietario del equipo, el Dr. Buss, que se quedó impresionado por su juego espectacular. Sin embargo, los problemas continuaron la temporada siguiente, donde tuvo un duro enfrentamiento con su entrenador, Westhead. Tras una victoria en casa de los Utah Jazz, Magic manifestó: no puedo seguir jugando más en este equipo. El propietario del equipo, en vez de hacer caso a las demandas de Johnson, despidió al entrenador. Por primera vez en su carrera, Magic tuvo que escuchar abucheos del público, incluso de sus propios aficionados. Johnson respondió de esta manera a las críticas: en esa temporada, logró al menos 700 puntos, asistencias y rebotes, uniéndose a Wilt Chamberlain y Oscar Robertson en el selecto club que había alcanzado tales cifras. Los Lakers arrasaron en los playoffs y llegaron a las finales de nuevo ante los Sixers, que contaban con el Dr. J y Andrew Toney como principales estrellas. Johnson lideró a su equipo en la victoria por 4 a 2, y fue acreedor de su segundo título de MVP de las Finales de la NBA.
En la temporada 1982-83, Magic volvió a tener una destacada actuación con un promedio de 16,8 puntos, 8,6 rebotes y 10,5 asistencias; además, logró su primera nominación al Mejor quinteto de la NBA, y su equipo alcanzó de nuevo las Finales. Sin embargo, en esta ocasión sufrió las bajas de sus compañeros Norm Nixon, James Worthy y Bob McAdoo por lesión y fueron arrasados en la final por los Sixers, que contaban con su nuevo pívot y finalmente MVP de las Finales, Moses Malone.

#### Larry Bird y los Bad Boys (1983-1988)

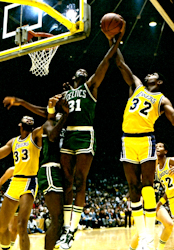
Johnson (derecha) pelea por un balón con Cedric Maxwell de Boston en las Finales de la NBA de 1985

A la liga llegó al mismo tiempo otro jugador que terminaría convirtiéndose en leyenda, alero de los Boston Celtics y viejo conocido de Magic, con el que se enfrentó en la Final de la NCAA en 1979: Larry Bird. El periodista alemán Günter Bork los definió como polos opuestos: por un lado, el jugador negro, sonriente y espectacular que era Johnson, y por el otro, el jugador blanco, introvertido y trabajador que era Bird. Además, la fortaleza de ambas plantillas hizo que la rivalidad se prolongara en el tiempo. El Showtime, un baloncesto rápido y espectacular, se enfrentaba contra el juego preciso y seguro de los Celtics.
Ambos eran estrellas en sus equipos, pero los Celtics competían en la Conferencia Este mientras que los Lakers lo hacían en la Conferencia Oeste, por lo que la única forma de encontrarse en la postemporada era en las Finales. Esto no ocurrió hasta 1984. Ese año Magic volvió a tener una actuación destacada, con promedios de 17,6 puntos, 7,3 rebotes y 13,1 asistencias, y junto a Kareem Abdul-Jabbar llevó a su equipo a las finales, donde se encontrarían por fin con los Celtics. Varios errores decisivos en el segundo, cuarto y séptimo y definitivo partido hicieron que el título volase a Massachusetts, y Larry Bird fue nombrado MVP de las Finales. Por todo ello, Kevin McHale, uno de los puntales de Boston, se mofó calificando a su rival como "Tragic" Johnson.
En la siguiente temporada, la 84-85, Johnson volvió a destacar en la fase regular con un promedio de 18,3 puntos, 6,2 rebotes y 12,6 asistencias. Llevó a los Lakers de nuevo a las Finales, donde de nuevo se encontrarían con los Celtics. Tras un mal comienzo con una derrota de 114-148, el equipo reaccionó y dio vuelta a las series para ganar finalmente por 4-2, gracias sobre todo a Abdul-Jabbar —ya con 38 años— y a Magic, que promedió 15,2 asistencias en los 6 partidos de la final.
La temporada 1985-86 resultó decepcionante para Magic y sus Lakers. A pesar de las buenas cifras de nuevo en la liga regular —18,8 puntos, 5,9 rebotes y 12,6 asistencias—, los Lakers cayeron estrepitosamente en las Finales de la Conferencia Oeste ante unos Houston Rockets liderados por sus Torres Gemelas, Hakeem Olajuwon y Ralph Sampson por 4 a 1. Sin embargo, al año siguiente Johnson hizo su mejor temporada. Con un promedio de 23,6 puntos (el tope de su carrera), 6,3 rebotes y 12,2 asistencias, Magic ganó su primer galardón de MVP de la NBA, el único premio que se le había resistido desde el inicio de su carrera. Los Lakers se encontraron de nuevo con los Celtics en la final, donde fue trascendental la defensa que hizo Michael Cooper sobre la estrella de Boston Larry Bird. Johnson fue de nuevo providencial, especialmente en el cuarto partido, cuando anotó un gancho a dos segundos del final sobre dos hombres más altos que él, Kevin McHale y Robert Parish, lo que dio la victoria al equipo californiano por 107-106. Finalmente los Lakers ganaron la final 4-2.
Antes de comenzar la temporada 1987-88, el entrenador de los Lakers Pat Riley conmocionó al equipo cuando prometió repetir título a pesar de la maldición que hacía que un mismo equipo no consiguiera dos anillos consecutivos desde la temporada 1968-69. Johnson volvió a tener una fase regular productiva, con 19,6 puntos, 6,2 rebotes y 11,9 asistencias por partido. En los playoffs los Lakers sobrevivieron a dos trepidantes eliminatorias que llegaron al séptimo partido, contra Utah Jazz y los Dallas Mavericks, para encontrarse en la final con los temidos bad boys, los Detroit Pistons, con fama de jugar al baloncesto en el límite de la dureza permitida. Tras 6 intensos partidos, con el marcador empatado a 3 victorias, la figura de James Worthy emergió en el séptimo y definitivo encuentro al lograr un triple-doble, 36 puntos, 16 rebotes y 10 asistencias, lo que llevó a su equipo a la consecución del campeonato al vencer 108-105 y ganar el MVP de las Finales.

#### MVPs en el ocaso (1988-1991)
En la temporada 1988-89, Johnson promedió 22,5 puntos, 7,9 rebotes y 12,8 asistencias por partido; además, alcanzó su segundo MVP de la NBA. Los Lakers llegaron de nuevo las Finales, pero una lesión de ligamentos de Magic puso en bandeja el título a los Pistons, que arrasaron 4-0; este resultado fue la antesala para la despedida de las finales al gran Abdul-Jabbar, que con 42 años disputaría por última vez una postemporada. Al año siguiente la historia se repetiría, ya que Johnson volvió a ganar el MVP, pero los Lakers caerían en segunda ronda de playoffs ante Phoenix Suns.
En la temporada 1990-91 los Lakers repetirían aparición en las finales, esta vez ante unos Chicago Bulls que contaban con su gran estrella Michael Jordan. Su aportación, unido a la excepcional defensa de Scottie Pippen sobre Magic, que se lesionó en el segundo partido de la final, les dio el primero de una larga serie de éxitos para el equipo de la Ciudad del Viento.

#### Magic anuncia que vive con el VIH (1991-1992)
Antes del comienzo de la temporada 1991-92, Johnson se encontraba en Salt Lake City donde los Lakers iban a disputar un partido de pretemporada, pocos días después de regresar de París de disputar el Open McDonald's, cuando recibió la llamada del club, para que regresase inmediatamente a Los Ángeles. Allí, el día 24 de octubre de 1991, el cuerpo médico le comunicó su estado. Se perdió sus tres primeros partidos oficialmente por una infección estomacal; no tardó en convocar una rueda de prensa que conmocionó al mundo de los deportes el 7 de noviembre de 1991, cuando anunció que estaba infectado por el virus VIH y su inmediata retirada del baloncesto. Descubrió su diagnóstico al tratar de hacerse un seguro de vida cuando dio positivo en los análisis del VIH. Pero lejos de mensajes negativos, sorprendió al anunciar su felicidad de que su esposa Cookie y el hijo que ambos esperaban no estaban infectados y que iba a dedicar su vida a luchar contra esta infección. El entorno de la NBA se conmocionó, e incluso el presidente George H. W. Bush declaró: «Para mí, Magic es un héroe, un héroe para cualquiera que ame el deporte». Automáticamente pasó a la lista de lesionados del equipo, y debido a su situación contractual, mantuvo el cobro de la franquicia angelina.

"Yo no sabía que la conferencia había sido transmitida en vivo nacionalmente por CNN y ESPN (...) Mis amigos estuvieron llamándome de todo el país. Algunos de ellos me dijeron que se harían los exámenes. En los días siguientes, yo fui buscado por la cobertura de los medios de mi infección y de reportajes, que después de mi anuncio, millones de personas fueron a los hospitales y clínicas alrededor y pidieron que les hicieran los exámenes del VIH. Las líneas directas fueron incapaces de responder a todas las llamadas. Las ventas de condones crecieron, así como las donaciones para organizaciones contra el SIDA."
Johnson hablando sobre el impacto de su anuncio de que es portador del VIH.

A pesar de todo ello, Magic fue votado por el público para jugar el All-Star Game de esa temporada. Fueron varios los jugadores que se mostraron reacios a jugar con alguien que en teoría les podría contagiar un virus mortal, entre ellos Karl Malone. A pesar de ello, jugó el partido; la Conferencia Oeste ganó por 153-113. Después de la victoria, se abrazó con sus rivales y amigos en un espontáneo homenaje. Además, fue galardonado con el MVP del partido.

#### ElDream Team(Barcelona 92)
A pesar de haber dado positivo en los análisis de VIH, Magic fue convocado con la Selección de baloncesto de Estados Unidos para participar en los Juegos Olímpicos de Barcelona 92. Aquel mítico equipo, denominado Dream Team —que es referido por los aficionados y la prensa como un equipo de ensueño— por la cantidad de estrellas del baloncesto NBA reunidas en él, arrasó en el torneo de baloncesto. Por primera vez, leyendas vivas de este deporte jugaron juntas en el mismo equipo, en el cual, además de Johnson, estaban Larry Bird, Michael Jordan, Charles Barkley, Karl Malone, Scottie Pippen, John Stockton y David Robinson, entre otros.
Johnson estuvo renqueante todo el torneo, a causa de una pequeña lesión en la rodilla y participó menos de lo que le hubiese gustado en el torneo. A pesar de ello, los Juegos Olímpicos de Barcelona se recordarán, entre otras cosas, por haber sido el lugar donde uno de los más grandes jugadores de la historia dio sus últimas lecciones.

#### Breve retorno a la NBA (1996)
Johnson anunció su regreso a las canchas en la temporada 1992-93. Sin embargo, después de participar en partidos de pretemporada, decidió retirarse por motivos personales. Se embarcó en otros compromisos, entre los que estaban el escribir un libro sobre sexo seguro y el realizar una gira por Asia, Europa, Sudamérica y Oceanía junto a antiguos jugadores de la NBA.
En la temporada 1993-94 aceptó hacerse cargo del equipo de los Lakers como entrenador principal, pero tras disputar 16 partidos renunció a su cargo. A cambio, pasó a ser accionista del equipo en junio de 1994. La sorpresa llegó ya comenzada la temporada 1995-96, cuando volvió a calzarse unas zapatillas de baloncesto para jugar sus últimos 32 partidos como profesional, a la edad de 36 años. A pesar del tiempo retirado, promedió 14,6 puntos, 6,9 asistencias y 5,7 rebotes; además, llegó a jugar los playoffs, aunque los Houston Rockets los eliminaron en la primera ronda después de lo cual se retiró definitivamente.

#### Actuación en Escandinavia (1999-2000)
Johnson adquirió el club sueco Borås Basket en 1999, al cual rebautizó como Magic M7 Borås. Jugó 5 partidos de la temporada 1999-2000 de la Basketligan antes de dejar al equipo (el cual más tarde cortaría la relación con el jugador, sosteniendo que su trato había sido económicamente desfavorable para ellos).
Posteriormente, el jugador estadounidense llegó a un acuerdo con la DBBF, la organización asociada a la FIBA que controla el baloncesto en Dinamarca, para sumarse al equipo Great Danes para la temporada 2000-01 de la North European Basketball League. El equipo -rebautizado como Magic Great Danes a partir de la incorporación de Johnson- había nacido como un proyecto de varios clubes daneses para darle más promoción al baloncesto en el país y mejorar la competición de los jugadores nacionales. De todos modos el base solo apareció en dos encuentros, renunciando luego a retornar a Dinamarca para completar la temporada.

## Estadísticas de su carrera en la NBA
|  | Denota temporada en la que fueron campeones de la NBA |
|  | Líder de la liga                                      |
|  | Récord NBA                                            |

### Temporada regular
| Año      | Equipo      | PJ  | PT  | MPP  | %TC  | %3P  | %TL  | RPP | APP  | ROB | TPP | PPP  |
| -------- | ----------- | --- | --- | ---- | ---- | ---- | ---- | --- | ---- | --- | --- | ---- |
| 1979-80  | L.A. Lakers | 77  | 72  | 36.3 | .530 | .226 | .810 | 7.7 | 7.3  | 2.4 | .5  | 18.0 |
| 1980-81  | L.A. Lakers | 37  | 35  | 37.1 | .532 | .176 | .760 | 8.6 | 8.6  | 3.4 | .7  | 21.6 |
| 1981-82  | L.A. Lakers | 78  | 77  | 38.3 | .537 | .207 | .760 | 9.6 | 9.5  | 2.7 | .4  | 18.6 |
| 1982-83  | L.A. Lakers | 79  | 79  | 36.8 | .548 | .000 | .800 | 8.6 | 10.5 | 2.2 | .6  | 16.8 |
| 1983-84  | L.A. Lakers | 67  | 66  | 38.3 | .565 | .207 | .810 | 7.3 | 13.1 | 2.2 | .7  | 17.6 |
| 1984-85  | L.A. Lakers | 77  | 77  | 36.1 | .561 | .189 | .843 | 6.2 | 12.6 | 1.5 | .3  | 18.3 |
| 1985-86  | L.A. Lakers | 72  | 70  | 35.8 | .526 | .233 | .871 | 5.9 | 12.6 | 1.6 | .2  | 18.8 |
| 1986-87  | L.A. Lakers | 80  | 80  | 36.3 | .522 | .205 | .848 | 6.3 | 12.2 | 1.7 | .4  | 23.9 |
| 1987-88  | L.A. Lakers | 72  | 70  | 36.6 | .492 | .196 | .853 | 6.2 | 11.9 | 1.6 | .2  | 19.6 |
| 1988-89  | L.A. Lakers | 77  | 77  | 37.5 | .509 | .314 | .911 | 7.9 | 12.8 | 1.8 | .3  | 22.5 |
| 1989-90  | L.A. Lakers | 79  | 79  | 37.2 | .480 | .384 | .890 | 6.6 | 11.5 | 1.7 | .4  | 22.3 |
| 1990-91  | L.A. Lakers | 79  | 79  | 37.1 | .477 | .320 | .906 | 7.0 | 12.5 | 1.3 | .2  | 19.4 |
| 1995-96  | L.A. Lakers | 32  | 9   | 29.9 | .466 | .379 | .856 | 5.7 | 6.9  | .8  | .4  | 14.6 |
| Total    | Total       | 906 | 870 | 36.7 | .520 | .303 | .848 | 7.2 | 11.2 | 1.9 | .4  | 19.5 |
| All-Star | All-Star    | 11  | 10  | 30.1 | .489 | .476 | .905 | 5.2 | 11.5 | 1.9 | .6  | 16.0 |

### Playoffs
| Año   | Equipo      | PJ  | PT  | MPP  | %TC  | %3P  | %TL  | RPP  | APP  | ROB | TPP | PPP  |
| ----- | ----------- | --- | --- | ---- | ---- | ---- | ---- | ---- | ---- | --- | --- | ---- |
| 1980  | L.A. Lakers | 16  | 16  | 41.1 | .518 | .250 | .802 | 10.5 | 9.4  | 3.1 | .4  | 18.3 |
| 1981  | L.A. Lakers | 3   | 3   | 42.3 | .388 | .000 | .650 | 13.7 | 7.0  | 2.7 | 1.0 | 17.0 |
| 1982  | L.A. Lakers | 14  | 14  | 40.1 | .529 | .000 | .828 | 11.3 | 9.3  | 2.9 | .2  | 17.4 |
| 1983  | L.A. Lakers | 15  | 15  | 42.9 | .485 | .000 | .840 | 8.5  | 12.8 | 2.3 | .8  | 17.9 |
| 1984  | L.A. Lakers | 21  | 21  | 39.9 | .551 | .000 | .800 | 6.6  | 13.5 | 2.0 | 1.0 | 18.2 |
| 1985  | L.A. Lakers | 19  | 19  | 36.2 | .513 | .143 | .847 | 7.1  | 15.2 | 1.7 | .2  | 17.5 |
| 1986  | L.A. Lakers | 14  | 14  | 38.6 | .537 | .000 | .766 | 7.1  | 15.1 | 1.9 | .1  | 21.6 |
| 1987  | L.A. Lakers | 18  | 18  | 37.0 | .539 | .200 | .831 | 7.7  | 12.2 | 1.7 | .4  | 21.8 |
| 1988  | L.A. Lakers | 24  | 24  | 40.2 | .514 | .500 | .852 | 5.4  | 12.6 | 1.4 | .2  | 19.9 |
| 1989  | L.A. Lakers | 14  | 14  | 37.0 | .489 | .286 | .907 | 5.9  | 11.8 | 1.9 | .2  | 18.4 |
| 1990  | L.A. Lakers | 9   | 9   | 41.8 | .490 | .200 | .886 | 6.3  | 12.8 | 1.2 | .1  | 25.2 |
| 1991  | L.A. Lakers | 19  | 19  | 43.3 | .440 | .296 | .882 | 8.1  | 12.6 | 1.2 | .0  | 21.8 |
| 1996  | L.A. Lakers | 4   | 0   | 33.8 | .385 | .333 | .848 | 8.5  | 6.5  | .0  | .0  | 15.3 |
| Total | Total       | 190 | 186 | 39.7 | .506 | .241 | .838 | 7.7  | 12.3 | 1.9 | .3  | 19.5 |

## Magic: la leyenda

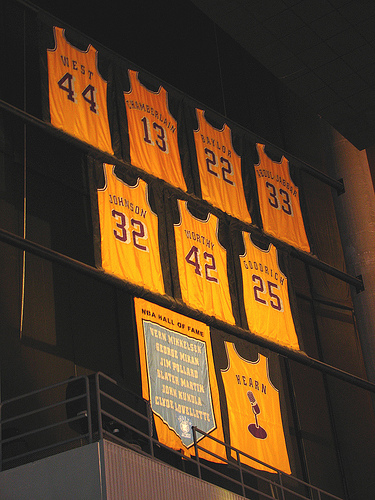
El dorsal 32 de Johnson fue retirado por los Lakers en 1992.

En los Lakers se desarrollaría toda su etapa profesional —desde 1979 a 1991— donde gracias a su velocidad, su gran manejo del balón y su magnífica visión de juego, desempeñó de manera magistral el puesto de base —con 2,06 metros de altura—, y llevó al equipo a conquistar cinco campeonatos de la NBA —1980, 1982, 1985, 1987 y 1988—. Johnson es uno de los cuatro únicos jugadores en ganar los títulos de la NCAA y NBA en años consecutivos, y es el único rookie en la historia de la NBA en ganar el MVP de las Finales de la NBA en 1980; galardón que volvió a conquistar en otras dos ocasiones —1982 y 1987—. Fue elegido MVP de la Temporada en tres ocasiones —1987, 1989 y 1990— y MVP del All-Star Game en 1990 y 1992; esta última ocasión, un año después de su retirada. En opinión del analista Bill Simmons, Magic fue el mejor base de la liga entre las temporadas 1982-1983 y la 1990-1991.
El sobrenombre de «Magic» proviene del instituto y es debido a su gran habilidad para el pase, que le permitía repartir gran cantidad de asistencias —11,2 por partido durante toda su etapa profesional para un total de 10 141— a sus compañeros de juego a los que, con su carisma, contagiaba su entusiasmo por el juego y su carácter ganador. Fue un buen anotador y promedió durante toda su carrera 19,5 puntos por partido, pero Magic sobresalía en todas las facetas del juego. Durante diferentes períodos de su carrera, fue el mejor del campeonato en asistencias —lideró este ranking desde 1982 a 1987— y robos de balón. Guio a los Lakers para ser el equipo más anotador tres veces —1987, 1989 y 1990— y el más reboteador dos veces —1982 y 1983—. Para algunos aficionados y periodistas, su forma de jugar sin mirar a sus pases y su rapidez contribuyeron a que el estilo de juego de los Lakers de aquella época fuera conocido como el "Showtime".

## Momentos clave en la carrera de Magic Johnson

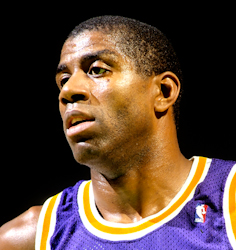
Magic Johnson en 1987

- En la temporada 1979-1980, Los Angeles Lakers llegaron a las Finales de la NBA frente a Philadelphia 76ers; las estrellas en ese momento eran Kareem Abdul Jabbar por parte de los Lakers y Julius Erving —o Dr. J.— por parte de los 76ers. En el quinto partido de la final, disputado en el Forum de Los Ángeles, con la serie igualada 2 a 2, Kareem se lesionó un tobillo cuando su sky-hook —gancho del cielo— decantaba el partido para los Lakers. Kareem aguantó el resto de partido con el esguince e incluso consiguió la canasta que selló la victoria en ese encuentro, pero su esfuerzo le pasaría factura y ya no podría jugar el resto de lo que quedara de final. En el avión hacia Filadelfia para disputar el sexto encuentro, Magic le pidió a su entrenador jugar de pívot. De hecho, realizó el salto de inicio y a partir de entonces desplegó un juego extremadamente versátil que le llevó a jugar con una tremenda eficacia en las cinco posiciones del juego. Los 76ers nunca pudieron pararle y Magic terminó el partido con 42 puntos, 15 rebotes y 7 asistencias. Los Lakers ganaron el partido y las series finales, y la NBA lo eligió MVP de las Finales.[42]

- En la temporada 1984-85 se repitió la final de la temporada anterior: Los Angeles Lakers vs. Boston Celtics. El año anterior Boston se llevó el campeonato en lo que se vio como la revancha de Larry Bird por la final universitaria que perdió cinco años atrás cuando jugaba con Indiana St., contra Michigan St. liderados por Magic. Así, se mantuvo la tradición: los Lakers jamás habían ganado una serie final a los Celtics. Y en esta ocasión, las cosas tampoco empezaron muy bien para ellos. En lo que los aficionados de Boston recuerdan como «La Masacre del Día de los Caídos» —ya que el partido se celebró en esa festividad norteamericana, llamada "Memorial Day"— los Celtics les infligieron un severo correctivo (148-114) por lo que parecía que "la maldición" se iba a mantener otro año más. Esto fue un espejismo. Conducidos por Magic, que había mejorado notablemente su tiro exterior, y Kareem, que fue nombrado MVP de esas finales con 38 años, los Lakers se sobrepusieron a la paliza del primer partido y al peso de la adversa historia. Ganaron la final en 6 encuentros y después celebraron el título sobre el mítico parqué del Boston Garden.[43]

- En las Finales de 1987, «Magic» Johnson y Larry Bird se volvieron a ver las caras en lo que fue su tercera y última final como rivales. El partido decisivo fue el cuarto, que se jugó en Boston. Además de sus asistencias habituales, Magic no paró de anotar desde media distancia durante todo el encuentro. Ya en el último minuto de partido, cuando quedaban escasos segundos para el final, Larry Bird metió un triple que dejó el marcador 106-105 para Boston. A 5 segundos del pitido final, Magic tomó el balón a la izquierda de la bombilla de las personales, de frente a la canasta, marcado por Kevin McHale. Previa finta por la izquierda, se fue hacia la derecha y le salieron al paso, Robert Parish, Larry Bird y el propio McHale. Magic parecía encerrado, pero en ese momento lanzó un «mini gancho del cielo» —junior sky-hook como el mismo lo llamó— con la mano derecha para ganar el partido.[21] El balón entró limpio, los Lakers se llevaron la serie en 6 encuentros y Magic consiguió su tercer MVP de las Finales. Al final del partido, Larry Bird declaró: «Siempre esperas perder con los Lakers por un gancho, pero nunca lo esperas de Magic».[44]

- En 1988, Detroit Pistons, autonombrados "Bad Boys —en español: "chicos malos"— y liderados por Isiah Thomas, consiguieron al fin derrotar a los Celtics en las Finales de la Conferencia Este. Parecía que ese iba a ser su año, pero los Lakers les esperaban en la final, y todavía tenían una lección más que enseñarles en su camino hacia el campeonato. La serie fue muy dura, entre el baloncesto de control de los Pistons y la chispa de los Lakers, se llegó a un agónico séptimo encuentro. En los segundos finales Bill Laimbeer metió un triple para Detroit que se puso a un solo punto del marcador, pero nada más sacar de fondo, el balón llegó a las manos de Magic, que dio un pase que cruzó toda la cancha para caer en manos de A.C. Green, quien anotó una bandeja para poner arriba por tres puntos a los Lakers. Al necesitar un triple, Detroit sacó rápidamente y buscó a Thomas, a quien Magic robó el balón al último segundo conforme levantaba los brazos en señal de victoria, mientras el público del Forum invadía la cancha para la celebración.[45]

- Desde que los Celtics consiguieran ganar dos campeonatos consecutivos en el bienio 1968-69, ningún otro equipo había podido repetirlo. Magic, en su plena madurez como jugador, fue un hombre decisivo para los Lakers en toda la final y en el camino a ésta, gracias a sus pases acertados, un sobresaliente reparto de juego y canastas fundamentales cuando en los momentos decisivos, el balón «quemaba» en las manos de los demás. Quizá nunca como entonces se mereció el MVP de las Finales, aunque un impresionante triple doble de su compañero James Worthy en el último partido hizo que el jurado se decantara por este para ese galardón.[46]

## Rivalidad con Larry Bird

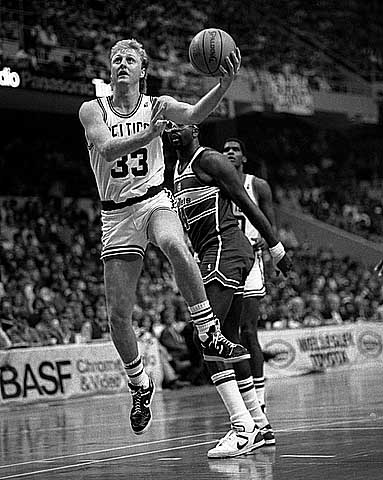
Larry Bird, el gran rival de Johnson a lo largo de su carrera.

La primera ocasión en que los medios de comunicación hablaron de la rivalidad entre Johnson y Larry Bird fue en la final de la NCAA de 1979, cuando los Michigan State Spartans de Magic derrotaron a los Indiana State Sycamores de Bird. Ambos habían coincidido previamente en una gira de jugadores universitarios por Europa el año anterior. La rivalidad continuó en la NBA y alcanzó su apogeo cuando los Lakers y los Celtics se encontraron en las Finales en cuatro ocasiones entre 1984 y 1987. Johnson aseguraba que la temporada regular se componía de 80 partidos y los dos enfrentamientos Lakers-Celtics, mientras que Bird confesó que lo primero que leía por las mañanas eran las estadísticas del partido anterior de Magic.
Diferentes periodistas especializados especularon con el hecho de que la rivalidad entre ambos jugadores iba más allá del juego, que tenía que ver también con el enfrentamiento del glamour de Hollywood contra la clase obrera de Boston e Indiana, incluso entre blancos y negros. Las grandes beneficiadas fueron las cadenas de televisión, las cuales antes de la llegada de ambos jugadores a la liga habían acusado un descenso entre los espectadores del baloncesto profesional, y que vieron como los espectadores volvían a disfrutar de sus retransmisiones. La llegada de ambos jugadores supuso la aparición de una nueva generación de aficionados. El periodista deportivo Larry Schwartz, de la cadena ESPN fue más allá, y afirmó que ambos jugadores habían salvado a la liga de la bancarrota.
A pesar de su rivalidad en la pista, su amistad se fortaleció a raíz de un anuncio de zapatillas Converse en 1984, en el cual aparecían como enemigos acérrimos. La propia liga aprovechó el tirón de ambos jugadores para anunciar las Finales de la competición. Johnson estuvo invitado en la ceremonia por la retirada de Larry Bird, y lo describió como un amigo para toda la vida. A su vez, Bird fue quien presentó a su amigo en la ceremonia de inducción en el Basketball Hall of Fame de Magic.
En 2009, Johnson y Bird colaboraron con el periodista Jackie MacMullan, incluyendo sus testimonios personales para el desarrollo del libro titulado When the Game Was Ours, donde se detalla su rivalidad en pista y su amistad fuera de la cancha.
En 2010 la productora HBO Sports publicó un documental sobre dicha rivalidad, dirigido por Ezra Edelman y titulado Magic and Bird: A Courtship of Rivals.

## Vida posterior

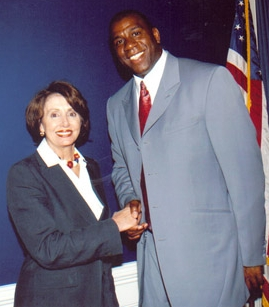
Johnson con Nancy Pelosi en 2003.

Tras anunciar en noviembre de 1991 su infección por el virus del VIH, creó la Fundación Magic Johnson para ayudar a combatir la enfermedad, aunque posteriormente diversificó sus objetivos para ayudar también en otro tipo de causas. En 1992 se unió a la Comisión Nacional sobre el sida, pero la dejó ocho meses después tras alegar que dicha comisión no estaba haciendo lo suficiente para combatir la enfermedad. Al año siguiente escribió una guía educativa bajo el título de What you can do to avoid AIDS —en español: Qué puedes hacer para evitar el SIDA—. En 1999, fue el principal ponente en la Conferencia del Día Mundial de la Lucha contra el Sida celebrada en las Naciones Unidas. Además, fue nombrado Mensajero de la Paz de dicha institución.
En 1998 presentó un talk show en el canal de televisión Fox, pero fue cancelado tras dos meses de emisión debido a la baja audiencia. Posteriormente puso en marcha Magic Johnson Enterprises, una empresa con un patrimonio neto de 700 millones de dólares, y que contaba entre sus subsidiarias con una productora, Magic Johnson Productions, una cadena nacional de cines, Magic Johnson Theaters, y unos estudios de cine, Magic Johnson Entertainment.
Desde que le fuera detectado el virus del sida, Magic se ha dedicado a dar charlas y conferencias en colegios e instituciones estadounidenses para mostrar a la gente la forma de prevenir su enfermedad y la de luchar contra la misma. Cuenta su experiencia con la esperanza de que, sobre todo la gente joven capte su mensaje, como explicaba en un colegio de Washington en 2006: «Las únicas cosas que han salvado mi vida han sido la detección precoz y los antirretrovirales». Trata de demostrar al mundo que su enfermedad es, en primer lugar, evitable, y que, en el caso de caer en ella, se puede aprender a convivir con la misma.
Ha hecho giras donde practicó partidos amistosos con otros equipos por todo el mundo, e incluso volvió a la NBA, pero esta vez para entrenar a su equipo de toda la vida, cuando solo quedaban 16 partidos de la temporada regular 1993-94. En la temporada 1995-96 retornó para jugar 32 partidos (siempre con los Lakers) y luego se retiró definitivamente.
Sus números en el momento de su retirada fueron impresionantes: en una vida deportiva relativamente corta de 906 partidos de temporada regular — John Stockton, el base de Utah Jazz jugó 1504 encuentros— Magic promedió 19,5 puntos por partido —para un total de 17 707, con porcentajes de 52 % en tiros de campo, 30,3 % en triples y 84,4 % en libres—, 7,2 rebotes —con un total de 6559— y 11,2 asistencias —con las que ganó el partido.
El 4 de enero de 2025 fue condecorado con la Medalla Presidencial de la Libertad, la máxima condecoración civil de Estados Unidos.

## Controversias sobre su enfermedad

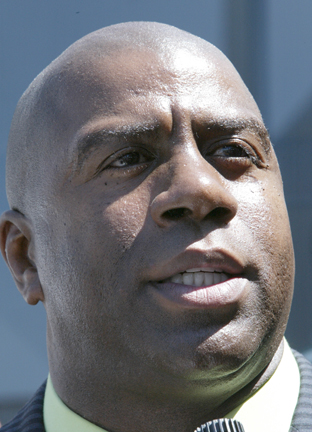
Magic Johnson en 2007.

El 10 de octubre de 2008, una emisora de Mineápolis anunció que transmitiría anuncios para crear conciencia sobre el VIH/SIDA después de que un par de comentaristas acusaran a Magic Johnson de fingir su diagnóstico y tras las duras críticas del exjugador de baloncesto.
Chris Baker y Langdon Perry, de la emisora de radio KTLK, hicieron los comentarios dos días antes en un programa de Baker, de corte conservador. El contexto de los comentarios no quedó del todo claro, pero surgieron cuando un oyente llamó para quejarse sobre las exigencias a los trabajadores. Perry respondió con una pregunta sobre enfermedades con las que una persona puede vivir mucho tiempo «si recibe medicinas».
Baker respondió «¿como Magic Johnson?», a lo que Perry agregó «como Magic Johnson con su sida falso. Magic fingió el sida». Baker dijo «¿tú crees que Magic fingió el sida por lástima?», y Perry le respondió «estoy convencido que Magic fingió el sida». «Yo también», afirmó Baker.
La duda que pueden sembrar dichas afirmaciones obligan a recordar que el VIH remató la carrera profesional de Magic Johnson en lo más alto, disputando a Michael Jordan el honor de ser el mejor jugador de la NBA en la historia hasta el momento. En aquel entonces el VIH además estigmatizaba socialmente. La prueba llegó con el partido All-Star de aquel año 1992, cuando se manifestó el temor de algún jugador reconocido, como Karl Malone que, habiendo sido seleccionado, rechazó jugar si él comparecía, por temer un contagio accidental. Esto evidenciaba el grave perjuicio a sus opciones laborales (deportivas y publicitarias de notable rendimiento económico), así como a sus relaciones personales, deteriorando también su reputación personal por ser un caso de promiscuidad.
Johnson emitió un comunicado días después diciendo que estaba «indignado porque Chris Baker y Langdon Perry le restaran importancia a un asunto tan serio y mortal. Millones de personas están muriendo de VIH/SIDA, y el hecho de que bromeen sobre mi dolencia es increíble», dijo el exjugador.

## Logros y reconocimientos

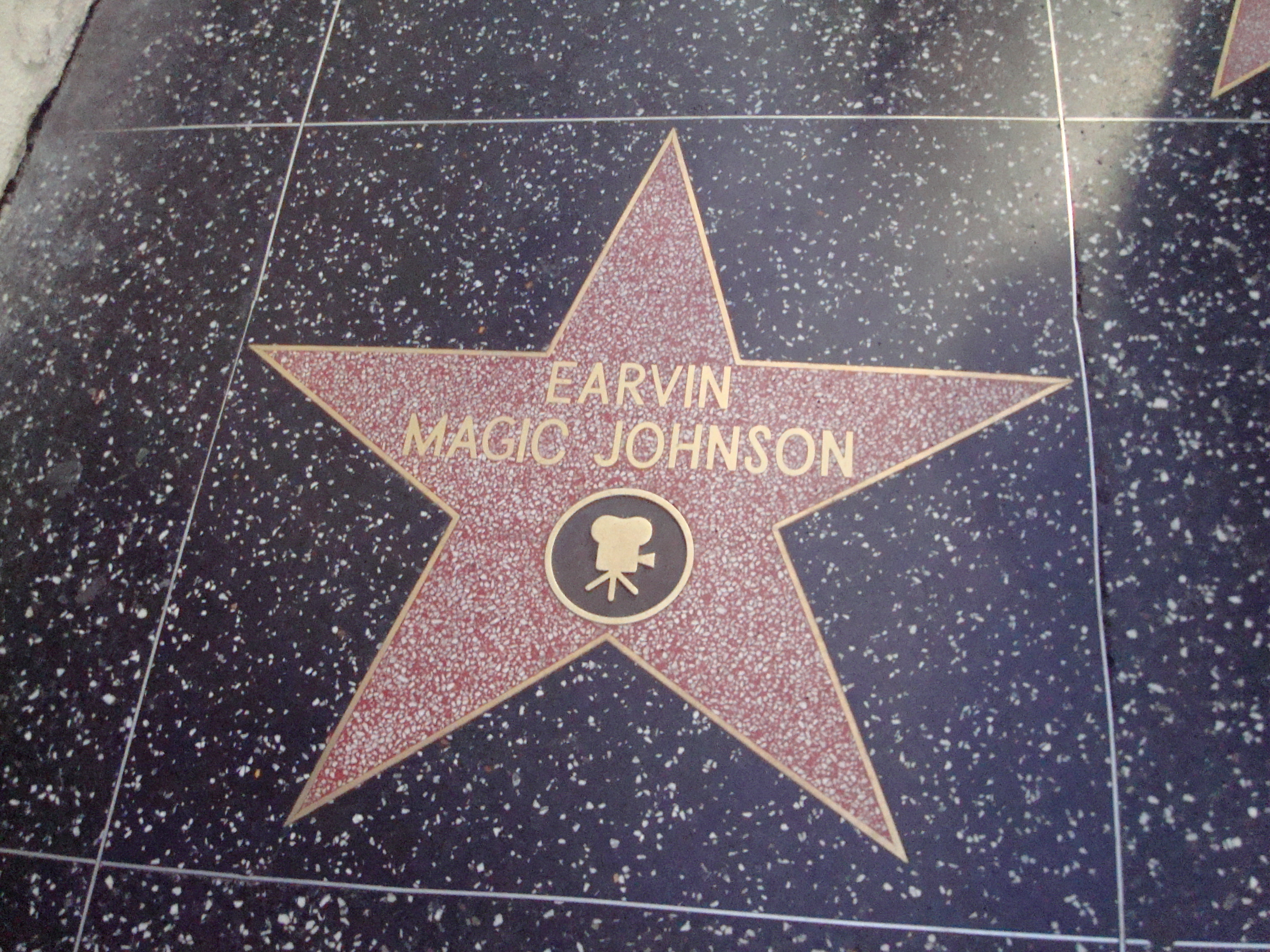
Estrella de Magic en el paseo de la fama de Hollywood

- Oro Olímpico en los Juegos Olímpicos de Barcelona 1992.

- 5 veces campeón de la NBA (1980, 1982, 1985, 1987 y 1988).
- 3 veces MVP de las finales (1980, 1982 y 1987).
- 3 veces MVP de la temporada (1987, 1989 y 1990).
- 12 veces All Star.
- 2 veces MVP del All-Star Game.
- Elegido en 9 ocasiones en el mejor quinteto de la liga.
- Elegido en el mejor quinteto de rookies en 1980.
- 4 veces Líder en asistencias de la liga.
- 2 veces Líder en robos de balón de la liga.
- Tiene el récord de asistencias en playoffs en toda una carrera (2346).
- Tiene el récord de más puntos anotados por un rookie en un partido de las Finales, con 42, y de más asistencias en un tiempo con 14.

### Honores
- Elegido uno de los 50 mejores jugadores de la historia de la NBA en 1996.
- Desde 2001, tiene una estrella en el paseo de la fama de Hollywood.
- Desde 2001, la PBWA, entrega un galardón al jugador con mejor trato hacía los medios de comunicación, con el nombre de Magic Johnson Award.
- Incluido en el Basketball Hall of Fame (Clase del 2002).
- Elegido en el Equipo del 75 aniversario de la NBA en 2021.
- El trofeo al mejor jugador de las finales de la conferencia Oeste, lleva su nombre.
- Condecorado con la Medalla Presidencial de la Libertad en 2025.

### Partidos ganados sobre la bocina

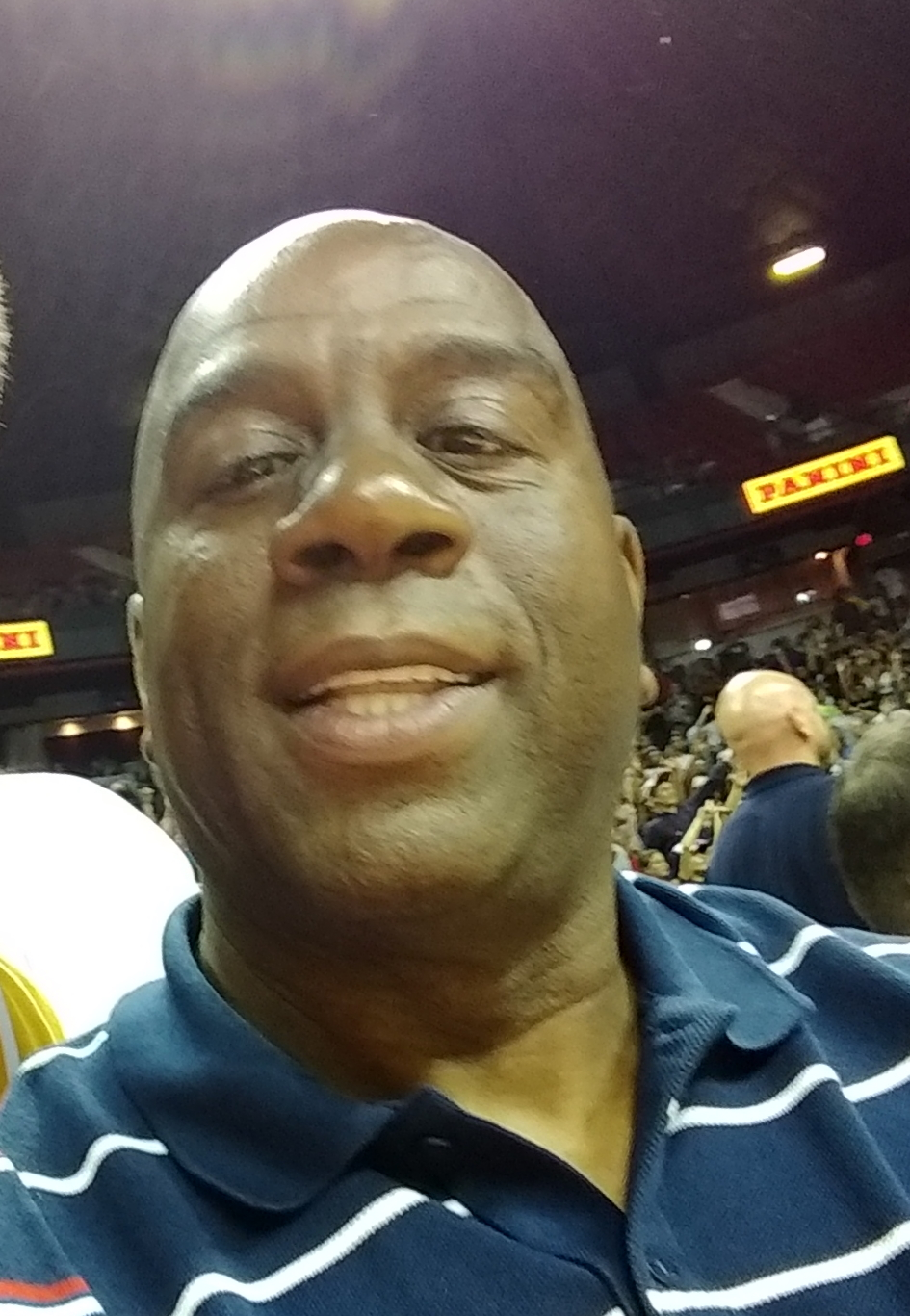
Magic Johnson en julio de 2017.

|      | con Los Angeles Lakers       |
| (PO) | Denota un partido de PlayOff |

| Número | Tiro               | Margen | Resultado | Oponente       | Fecha                   |
| ------ | ------------------ | ------ | --------- | -------------- | ----------------------- |
| 1      | Tiro en suspensión | -1     | 115-114   | Boston Celtics | 11 de diciembre de 1987 |
| 2      | Tiro de tres       | -1     | 148-146   | Denver Nuggets | 15 de noviembre de 1988 |
| 3      | Tiro en suspensión | Empate | 116-118   | Phoenix Suns   | 26 de marzo de 1989     |

## Filmografía
| Año  | Serie                 | Capítulo                        | Papel                    | Notas                    |
| ---- | --------------------- | ------------------------------- | ------------------------ | ------------------------ |
| 1988 | Pee-wee's Playhouse   | Christmas 1988                  | Magic Screen's Cousin    |                          |
| 1988 | She's Having a Baby   | She's Having a Baby             | Él mismo                 | Película - Sin acreditar |
| 1998 | Arli$$                | His Name Is Arliss Michaels     | Él mismo                 |                          |
| 2002 | Malcolm in the middle | Company Picnic: Part 2          | Ringer Hockey Player #32 |                          |
| 2007 | Are We Done Yet?      | Are We Done Yet?                | Él mismo                 | Película                 |
| 2011 | The Game              | A Very Special Episode          | Él mismo                 |                          |
| 2018 | Empire                | Bloody Noses and Crack'd Crowns | Él mismo                 |                          |

## Biografías
La autobiografía de Magic Johnson es Johnson, Earvin (1992). Magic Johnson: My Life. Random House. ISBN 0449222543. ISBN 0-449-22254-3
Otras biografías autorizadas:
- Haskins, James (1981). Magic: A Biography of Earvin Johnson. ISBN 0-89490-044-7.
- Morgan, Bill (1991). The Magic: Earvin Johnson. ISBN 0-606-01895-6.
- Gutman, Bill (1991). Magic: More Than a Legend. ISBN 0-06-100542-8.
- Gutman, Bill (1992). Magic Johnson: Hero On and Off the Court. ISBN 1-56294-287-5.
- Johnson, Rick L. (1992). Magic Johnson: Basketball's Smiling Superstar. ISBN 0-87518-553-3.
- Schwabacher, Martin (1993). Magic Johnson (Junior World Biographies). ISBN 0-7910-2038-X.
- Rozakis, Laurie (1993). Magic Johnson: Basketball Immortal. ISBN 0-86592-025-7.
- Frank, Steven (1994). Magic Johnson (Basketball Legends). ISBN 0-7910-2430-X.
- Blatt, Howard (1996). Magic! Against The Odds. ISBN 0-671-00301-1.
- Gottfried, Ted (2001). Earvin Magic Johnson: Champion and Crusader. ISBN 0-531-11675-1.

### Otros
- Johnson, Earvin "Magic" (1992). Magic's Touch: From Fundamentals to Fast Break With One of Basketball's All-Time Greats. ISBN 0-201-63222-5.
- Johnson, Earvin "Magic" (1996). What You Can Do to Avoid AIDS. ISBN 0-8129-2844-X.
  - Versión actualizada de Johnson, Earvin "Magic" (1992). 'Unsafe Sex in the Age of AIDS'. ISBN 0-8129-2063-5.